# Гродно
Гродно (на беларуски: Гро́дна; на руски: Гродно) е град в Беларус, административен център на Гродненска област. Населението на града е 370 919 души (по приблизителна оценка от 1 януари 2018 г.).

## География
Градът е разположен на река Неман, близо до границата с Полша и Литва.

## Личности
Родени в Гродно
- Леон Бакст (1866 – 1924), руски художник;
- Олга Корбут (р. 1955), беларуска гимнастичка;
- Уилфрид Войнич (1865 – 1930), американски антиквар;
- Майър Лански (1902 – 1983), мафиот;
- Зигмунт Врублевски (1845 – 1888), полски физик;

Други личности, свързани с Гродно
- Чеслав Ниемен (1939 – 2004), полски музикант, живее в града през 40-те и 50-те години на 20 век.

## Памет
На Гродно е наречена улица в квартал „Горубляне“ в София (Карта).